# Vanda leucostele
Vanda leucostele är en orkidéart som beskrevs av Rudolf Schlechter. Vanda leucostele ingår i släktet Vanda och familjen orkidéer. Inga underarter finns listade i Catalogue of Life.